# Jean-Marie Lehn
Jean-Marie Lehn (n. 30 septembrie 1939, Rosheim, région Alsace⁠(d), Franța) este un chimist francez, membru de onoare al Academiei Române (din 1993). A obținut în anul 1987 Premiul Nobel pentru Chimie, alături de Donald Cram și Charles Pedersen, pentru munca depusă în sinteza criptanzilor.